# Autopista

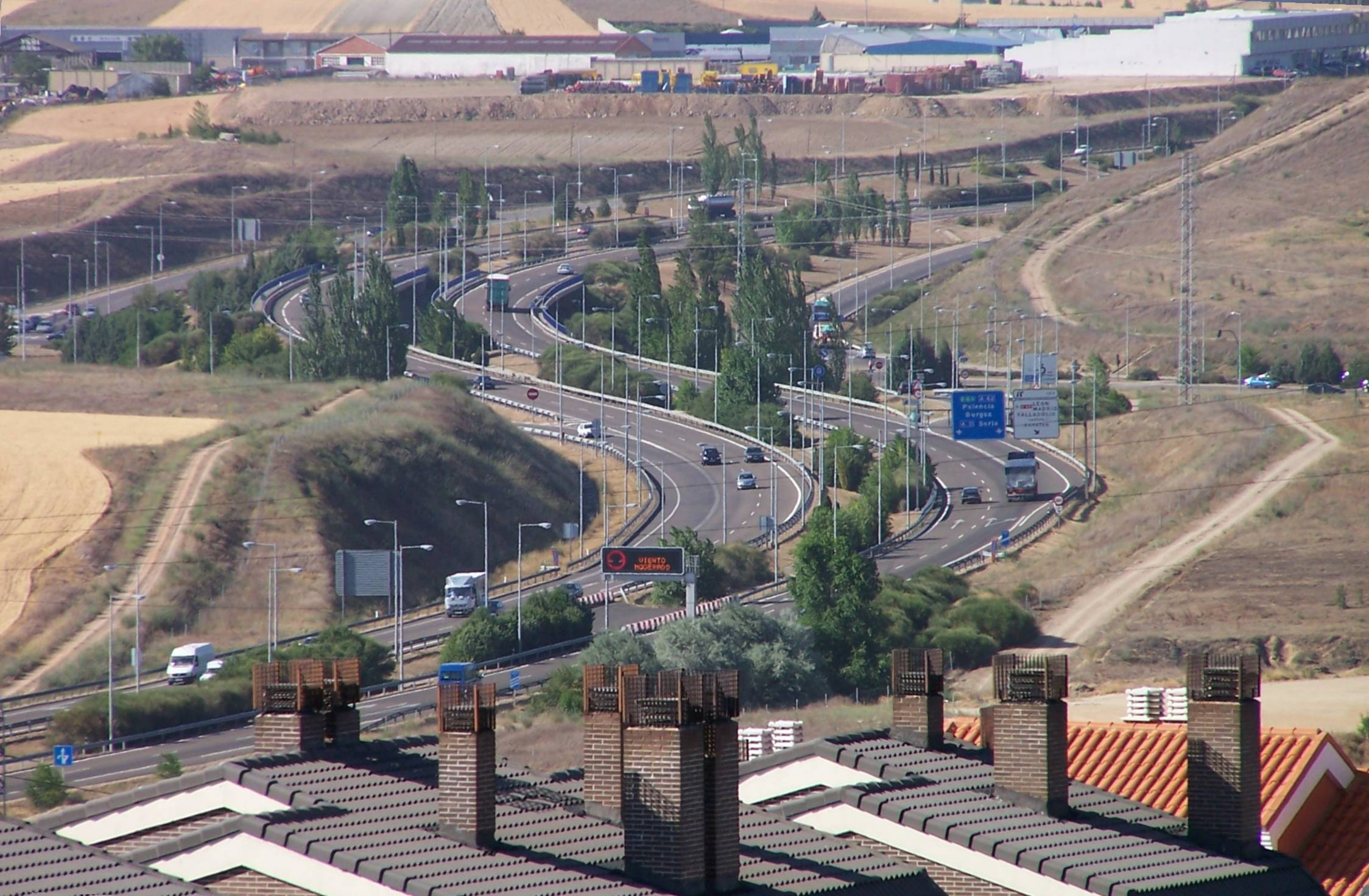
Fotografia d'una autovia on es veuen els elements característics

Una autopista és una carretera dissenyada per a la circulació a gran velocitat de molts vehicles. La primera autopista es va posar en servei a la República de Weimar l'any 1932. Allò que distingeix una autopista de la resta de carreteres és:
- Un mínim de dos carrils per sentit.
- Vorals laterals perquè si algun cotxe té problemes s'hi pugui aturar.
- Revolts lleus.
- Interseccions a diferent nivell, sense creuaments.
- Calçades separades per a cada sentit.

## Definició de normes
Hi ha diversos estàndards internacionals que donen algunes definicions de paraules com autopistes, però no hi ha una definició formal de les paraules en anglès com motorway, o de les paraules equivalents en altres idiomes com autoroute, Autobahn, autostrada, autocesta, que s'accepten a tot el món —en la majoria dels casos aquestes paraules estan definides per estatuts locals o normes de disseny o tractats internacionals i/o regionals. Les descripcions que s'utilitzen àmpliament inclouen:
"Autopista": una carretera especialment dissenyada i construïda per al trànsit de vehicles que no dona servei a les propietats que la limiten i que:
1. Es disposa, excepte en punts especials o temporalment, de carrils separats per a les dues direccions de trànsit, separats els uns dels altres o bé per una franja divisòria no destinada al trànsit o, excepcionalment, per altres mitjans;
2. No creua al nivell de cap carretera, ferrocarril o tramvia ni sender; i,
3. Està especialment senyalitzat com a autopista;

Un símbol blau o verd (com ) apareix a l'entrada de l'autopista als països que segueixen el Conveni de Viena. La sortida està marcada amb un altre símbol (com ).
Les definicions de "autopista" de la OCDE i la AMC són quasi idèntiques.

## Història

Mapa històric de l'autopista A8-A9 original, Itàlia. La primera autopista construïda al món es va inaugurar el 21 de setembre de 1924. (d'un sol carril)

La primera versió de les autopistes modernes va evolucionar durant la primera meitat del segle xx. El "Long Island Motor Parkway" a Long Island, Nova York, va obrir el 1908 com a empresa privada, va ser la primera carretera d'accés limitat del món. Incloïa moltes funcions modernes, inclosos girs inclinats, carrils de protecció i asfalt de formigó armat.
Les autopistes modernes es van originar a principis de la dècada de 1920 en resposta a l'ús ràpidament creixent de l'automòbil, a la demanda d'un moviment més ràpid entre ciutats i com a conseqüència de les millores en els processos, tècniques i materials de pavimentació. Aquestes carreteres d'alta velocitat originalment se les va anomenar autovies i, tot i estar dividida, no s'assemblava gaire a les carreteres actuals. Inaugurat el 1921, l'AVUS de Berlín és l'autopista més antiga d'Europa, tot i que inicialment es va obrir com a pista de carreres.
La primera autopista de dos sentits es va obrir a Itàlia el 1924, entre Milà i Varese, i ara forma part de les autopistes A8 i A9. Aquesta carretera, encara que estava dividida, només contenia un carril en cada sentit. Poc després, a Nova York el 1924, el Bronx River Parkway es va obrir al trànsit. El Bronx River Parkway va ser la primera carretera d'Amèrica del Nord que va utilitzar una franja per a separar els carrils oposats, que es construí a través d'un parc. A Alemanya, la construcció de l'autobahn Bonn-Colònia va començar el 1929 i va ser oberta el 1932 per l'alcalde de Colònia.
La paraula autopista va ser utilitzada per primera vegada el febrer de 1930 per Edward M. Bassett. En el sistema basat en la llei de zonificació i propietat de Bassett, els propietaris limitats tenen els drets de llum, aire i accés a les autopistes, però no a les vies de pas i autopistes; els dos últims es distingeixen en què el propòsit d'una avinguda és la recreació, mentre que la finalitat d'una autopista és el moviment. Així, tal com es va concebre originalment, una autopista és simplement una franja de terreny públic dedicada al moviment a la qual els propietaris limitats no tenen drets de llum, aire ni accés.

## Cruïlles i punts d'accés
Una cruïlla o un nus és un traçat de carretera que permet el trànsit d'una carretera d'accés controlat per accedir a una altra i viceversa, mentre que un punt d'accés és un traçat de carretera on el trànsit des d'un distribuïdor o carretera local pot unir-se a una carretera d'accés controlat. Alguns països, com el Regne Unit, no fan distinció entre els dos, però d'altres fan una distinció; per exemple, Alemanya utilitza la paraula Kreuz ("creu") per al primer i Ausfahrt ("sortida") per al segon. En tots els casos, una carretera creua l'altra a través d'un pont o un túnel, a diferència d'un pas a nivell.
Les carreteres interconnectades, o carreteres lliscants, que uneixen les dues carreteres, poden seguir qualsevol dels patrons. El patró real està determinat per diversos factors, com ara la topologia local, la densitat del trànsit, el cost del terreny, els costos de construcció, el tipus de carretera, etc

A continuació es mostren alguns dels tipus més habituals de cruïlla:
- Cruïlla de quart nivell: s'utilitza com a cruïlla principal, generalment per a cruïlles d'autopistes.
- Intercanvi de rotondes: molt comú al Regne Unit tant com per a cruïlla o sortida.
- Fulla de trèvol: s'utilitza principalment com a unió de dos autopistes.
- Intercanvi Parclo (trèvol parcial): s'utilitza sovint per enllaçar una carretera menor amb una autopista.
- Intercanviador de trompetes: un enllaç de l'autopista en forma de T, que s'utilitza quan la cruïlla representa el final d'una de les dues carreteres; també comú a les autopistes, ja que només requereix un peatge.
- Desdoblament o fusió de l'autopista. La lògica bàsica fa que s'assembli a la unió en T.

## Autovia
La distinció entre autopistes i autovies és una peculiaritat de la llei de carreteres d'Espanya. L'autovia va ser dissenyada l'any 1988 i té unes característiques de seguretat menors que l'autopista. Així, la diferència entre autopista i autovia no rau en el peatge (si bé totes les autovies són gratuïtes, algunes autopistes també ho són), sinó en les exigències mínimes en referència al seu traçat (pendents, radis dels revolts, etc.)
Per exemple, les autovies no requereixen carril d'acceleració i, per tant, és fàcil veure en autovies de primera generació (com l'autovia C-17 a Vic o C-31 per Castelldefels) sortides o entrades directes i perpendiculars a l'autovia. Sovint, la construcció d'una autovia es basa en un desdoblament d'una carretera antiga; l'autovia té, doncs, un cost inferior a canvi d'un nivell de seguretat inferior.

## Administració
Avui dia, la gran majoria d'autovies i autopistes a tot el país són part de la Xarxa de Carreteres de l'Estat (Red de Carreteras del Estado - RCE) o de les xarxes autonòmiques.

### Xarxa de Carreteres de l'Estat
Les autopistes i autovies de la Xarxa de Carreteres de l'Estat són competència del Ministeri de Foment, i tenen el format A-X per autovies i autopistes sense peatge i AP-XX per autopistes de peatge, ambdós en lletres blanques sobre fons blau. A més, també hi formen part d'aquesta xarxa les autopistes i autovies urbanes, que són denominades amb lletres d'acord amb el nom de la ciutat a la que serveixen (per exemple, la V-30 de València o la B-20 de Barcelona). Les úniques excepcions en la administració són el País Basc i Navarra, que administren autònomament les seccions de les vies de la RCE que passen pels seus territoris com a conseqüència dels seus drets forals.

### Xarxes autonòmiques
Les autovies i autopistes de les xarxes autonómiques, que complementen la RCE, empren una denominació diferent segons cada autonomia, que pot consistir en un prefix especial (com les de Catalunya, C-XX, les de Galícia: AG-XX, les de la Comunitat Valenciana: CV-XX, etc.) tot i que si empren el mateix prefix que la resta de la xarxa autonòmica (per exemple, a Catalunya, on no totes les carreteres amb el prefix C- son autovies o autopistes) tindran un format diferent, normalment un fons blau. A vegades també es poden emprar numeracions diferents, com a Astùries, que fa servir el mateix prefix per carreteres convencionals i autovies però numeració romana en autovies.
També s'empren numeracions o coloracions especials quan la comunitat autònoma decideix emprar prefixos iguals als de la RCE i es poden confondre. Per exemple, això passa a Andalusia, on s'empra el prefix A-, però amb un fons taronja; o a Madrid, on es fa servir el prefix M- (utilitzat per la RCE per les autovies urbanes madrilenyes) però amb fons taronja. En altres ocasions s'empren més nombres dels habituals, com a Castella i Lleó, que utilitza el format A-XXX.
A més a més, algunes autonomies utilitzen directament sistemes totalment diferents en prefixos i/o format als de la Xarxa de Carreteres de l'Estat i la resta de les seves xarxes pròpies, com a Aragó, on s'empra com a denominació ARA-AX o a Extremadura, on la denominació és EX-AX.

### Xarxes insulars
A les Illes Balears i les Illes Canàries, les autopistes i autovies són administrades pels Consells Insulars o Cabildos de l'illa on són, respectivament, igual que la resta de carreteres d'aquestes comunitats. Per diferenciar-les, tenen un fons blau.

### Xarxes municipals
Finalment, també hi ha com a excepció a Espanya una autovia de titularitat municipal, en aquest cas la M-30, administrada per l'Ajuntament de Madrid.

## Senyalització

Senyal d'autopista aEspanya, Argentina i Bolívia.[18]
Senyal d'Alemanya.
Senyal de Regne Unit.
Senyal de Suïssa.
Senyal de Suècia.
Senyal de França.
Senyal d'Itàlia.
Senyal de Xile.